# Dolmen de la Pierre Cesée

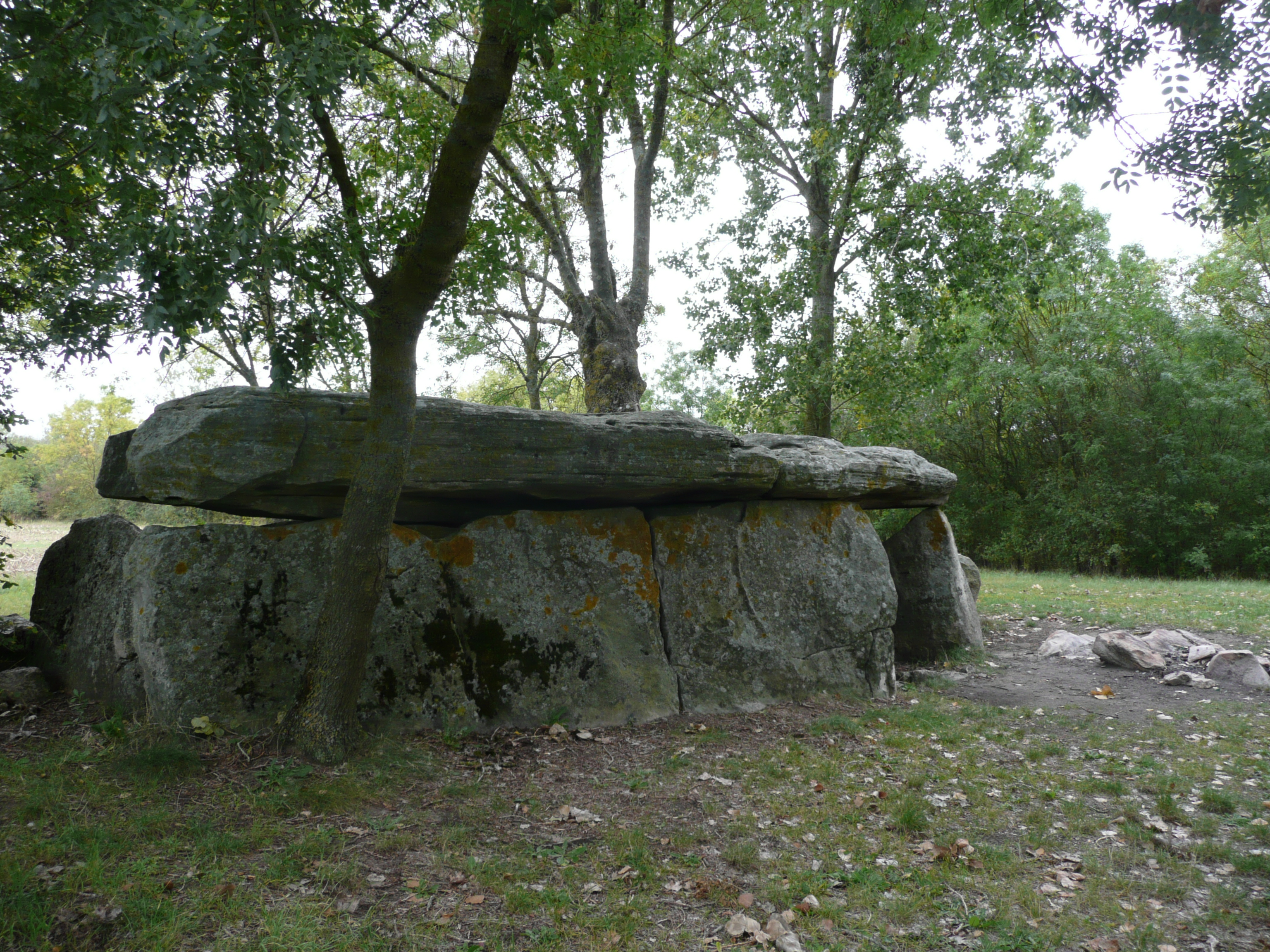
Dolmen de la Pierre Cesée

Der Dolmen de la Pierre Cesée liegt östlich von La Piliére und Soucelles, im Département Maine-et-Loire in Frankreich. Dolmen ist in Frankreich der Oberbegriff für Megalithanlagen aller Art (siehe: Französische Nomenklatur).
Der Dolmen de la Pierre Cesée ist eine Megalithanlage vom Typ angevin aus Sandstein. Er hat eine etwa 7,0 × 3,0 m lange und etwa 1,8 m hohe rechteckige Kammer mit einem Portal am östlichen Ende. Die Kammer wird von einem einzigen Deckstein bedeckt, der an zwei Stellen gebrochen ist. Tragsteine auf beiden Seiten unterstützen den Deckstein. Der Dolmen öffnet nach Osten, wo zwei Platten des Portikus und andere Steine erhalten sind. Die Deckenplatte des Portals fehlt. Der Dolmen ist seit 1910 als Monument historique eingestuft.
In der Nähe liegt der Dolmen du Bois de la Pidoucière.

Dolmen de la Pierre Cesée
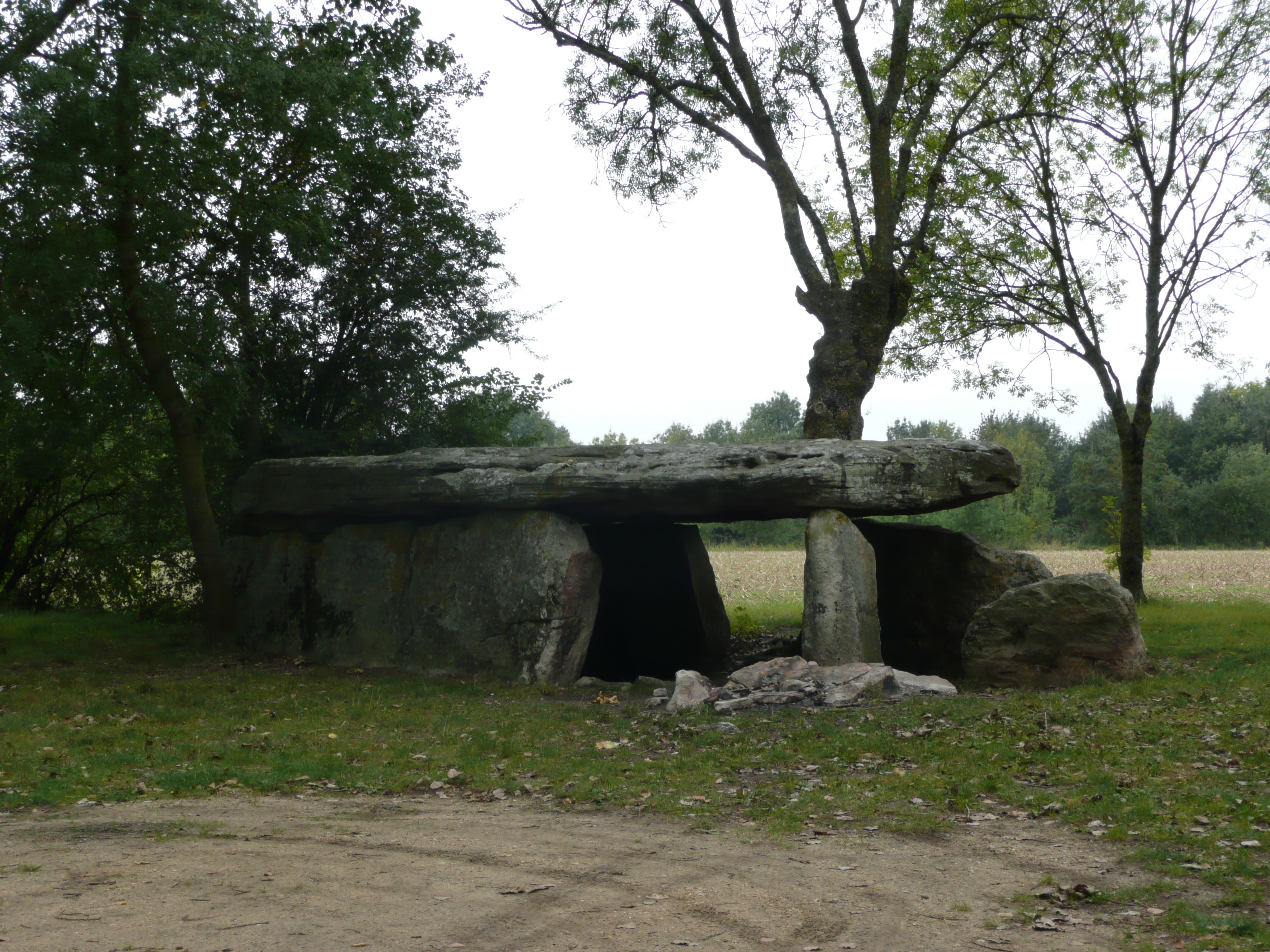
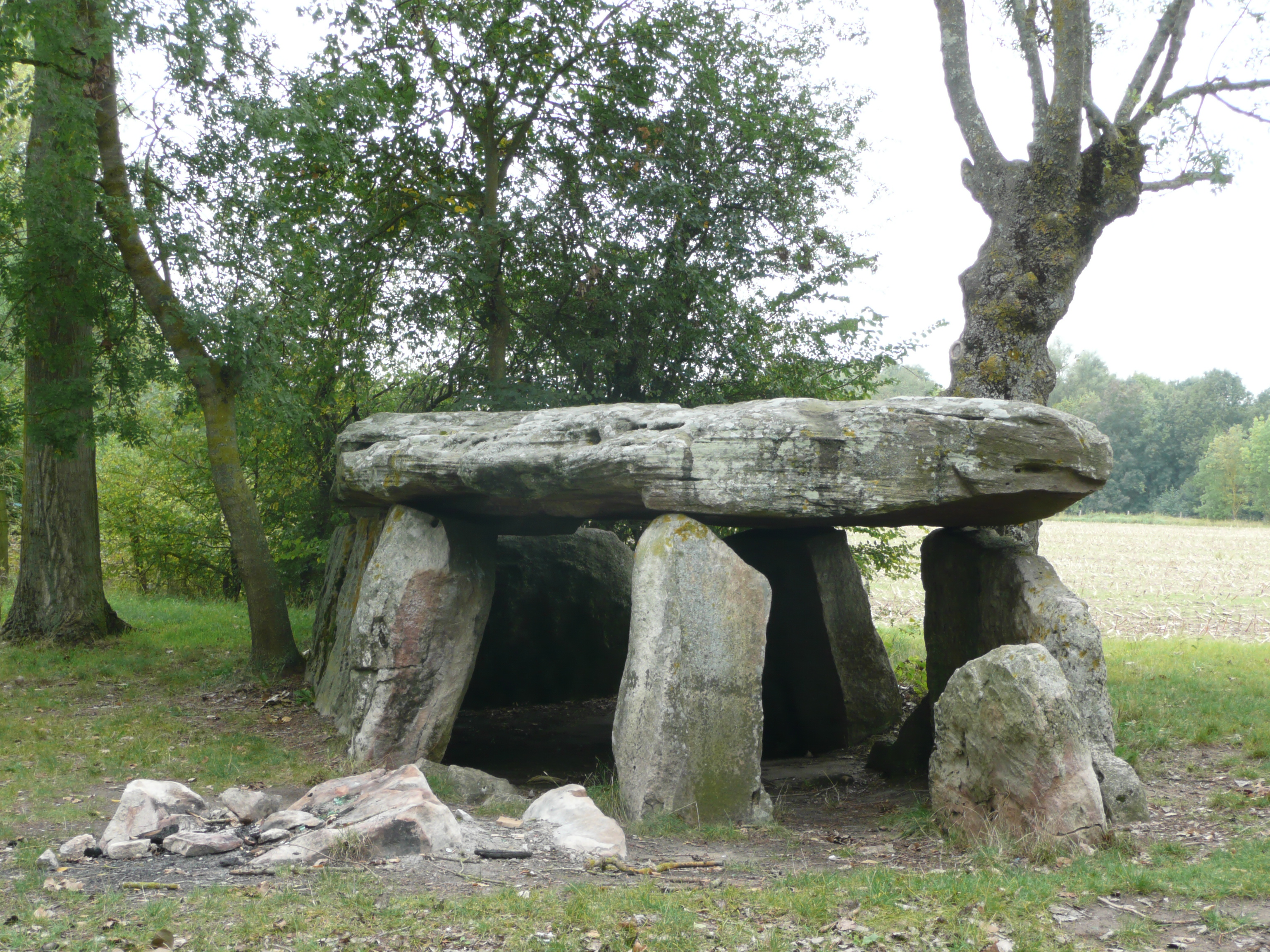
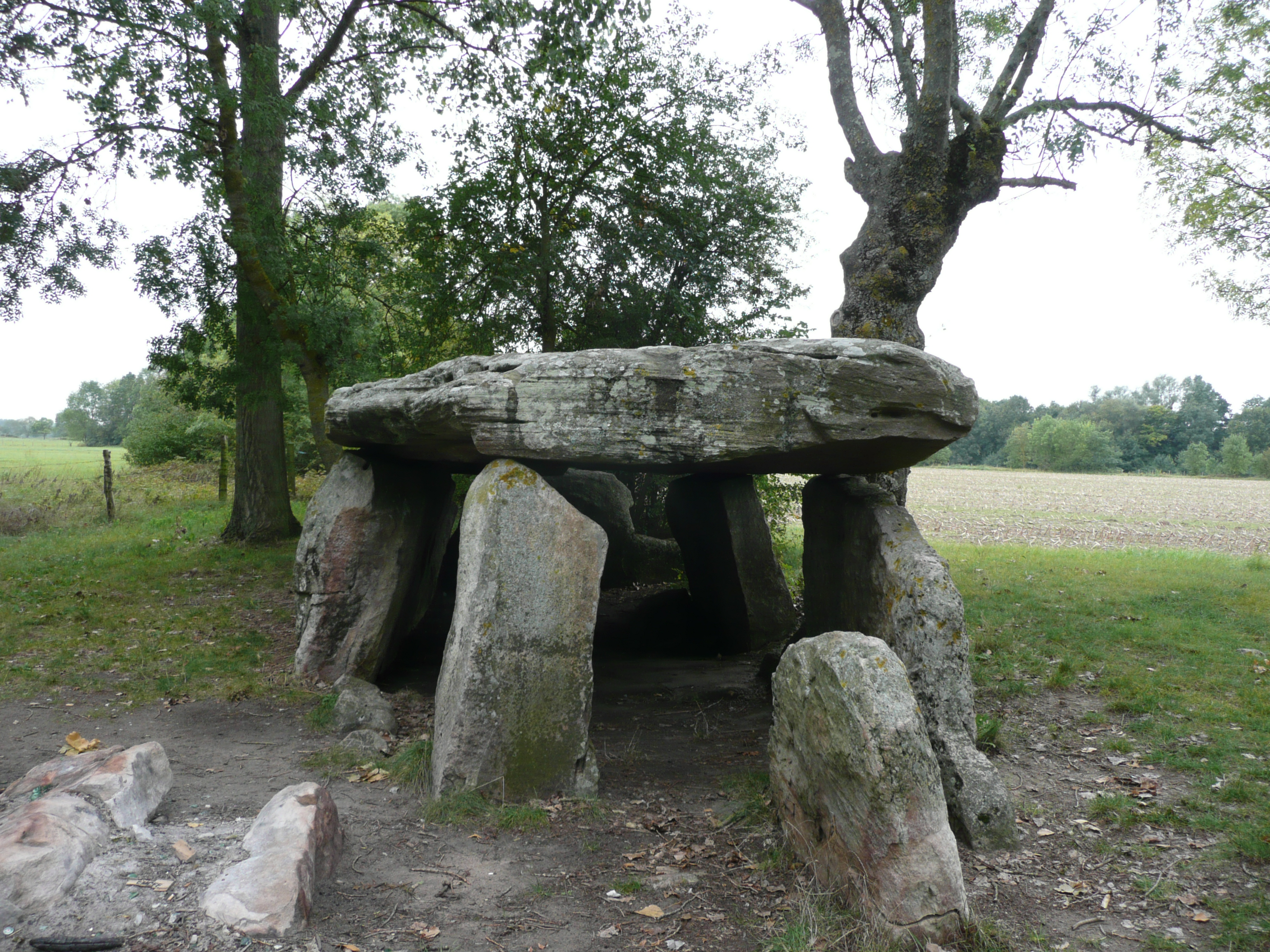
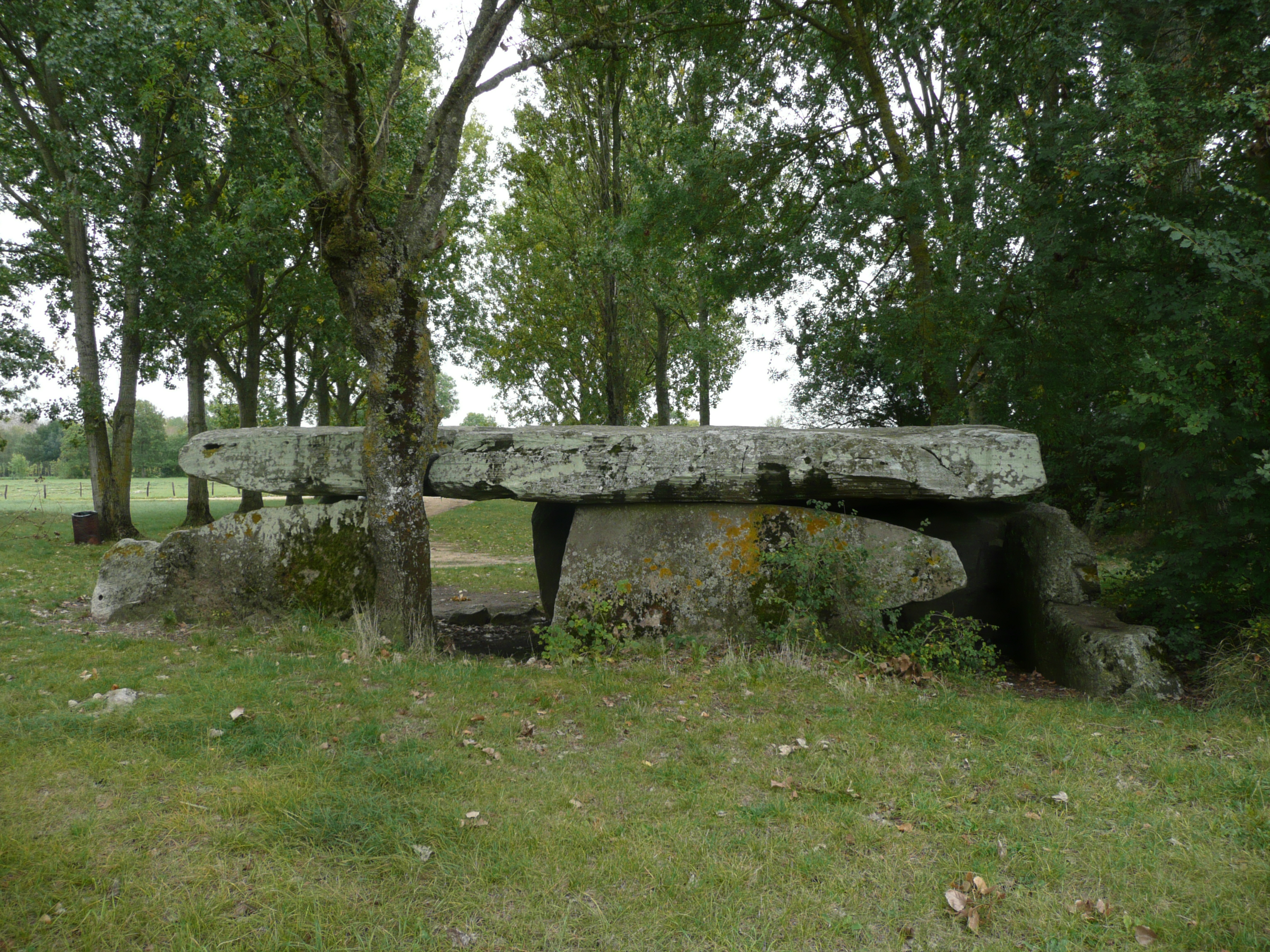